# Bill Young (aktor)
Bill Young (ur. 1 czerwca 1950 w Denman) – australijski aktor telewizyjny i filmowy, reżyser i scenarzysta.

## Życiorys
Urodził się 1 czerwca 1950 w miejscowości Denman w Australii. W latach 70. był absolwentem szkoły teatralnej w Sydney. W tym czasie był współzałożycielem Kirribilli Pub Theatre.
W 1983 związał się z Jimem Pikiem, który wprowadził go w świat programów radiowych. Pracował dla wszystkich ważniejszych agencji i stacji radiowych. Od 1975 był członkiem MEAA (Actors Equity). Obecnie jest skarbnikiem Treasurer of the Actors Benevolent Fund of NSW – fundusz ustanowiony w 1944, pomagający artystom przemysłu rozrywkowego.

## Kariera
Jego pierwszą rolą był drobny epizod w 1977 w filmie telewizyjnym Listen to the Lion. Na dużym ekranie zadebiutował w 1979 w biograficznym dramacie sportowym Dawn!. W 1993 wystąpił w drugoplanowej roli w komedii młodzieżowej Krok w dorosłość, grając u boku Russella Crowe’a. W 2003 wystąpił w dramacie Japońska historia – główną rolę zagrała Toni Collette, film był wielokrotnie nagradzany zarówno w Australii, jak i za granicą.
Zagrał epizodyczne role w wielkich przebojach światowego kina m.in. w: Matrixie, Superman: Powrót, Wielkim Gatsbym. Zagrał w wielu popularnych w Australii, jak i za granicą serialach m.in.: Szczury wodne, Cena życia czy Policjanci z Mt. Thomas.
W 2010 wyreżyserował film dokumentalny A Very Short War, opowiadający prawdziwą historię australijskiego lotnika z czasów II wojny Światowej. Film zebrał bardzo przychylne opinie wśród krytyków filmowych oraz widzów.

## Filmografia
Filmy 
- 1977: Listen to the Lion jako konstabl
- 1979: Dawn! jako Russell
- 1981: Doctors & Nurses jako agent 1
- 1982: Polowanie na indyka, (Turkey Shoot) jako Griff
- 1993: Krok w dorosłość, (Love in Limbo) jako wujek Herbert
- 1994: No Worries jako pan Carmody
- 1995: Cody: Podpalacze, (Cody: The Burnout) jako Campbell
- 1996: Cody: Upadek z piedestału, (Cody: Fall From Grace) jako Campbell
- 1997: Droga do Nhill, (Road to Nhill) jako Brian
- 1998: Never Tell Me Never jako Noel
- 1999: Matrix jako porucznik
- 2001: Dzień róż, (The Day of the Roses) jako Williams
- 2002: Czerwony pył, (The Road from Coorain) jako John Brooks
- 2002: Bryłka złota, (The Nugget) jako pan Roberts
- 2003: Przerwać serię, (You Can't Stop the Murders) jako szef Jones
- 2003: Japońska historia, (Japanese Story) jako Jimmy Smithers
- 2006: Superman: Powrót, (Superman Returns) jako kontroler lotu
- 2003: Ostatnia spowiedź Alexandra Pearce'a, (The Last Confession of Alexander Pearce) jako strażnik Bisdee
- 2009: Zabójstwo Caroline Byrne, (A Model Daughter: The Killing of Caroline Byrne) jako Rod Cross
- 2013: Wielki Gatsby, (The Great Gatsby) jako policjant

 Seriale 
- 1984: A Country Practice jako Cholmondley Carter
- 1991: Sprawy inspektora Morse’a jako rolnik
- 1987-1992: Hey Dad..! jako Stan Hickey
- 1992: Latający doktorzy jako Matt Sheridan
- 1994: W pułapce czasu jako Clive
- 1992-1995: Policjanci z Mt. Thomas Escape Route jako Tim O’Neal
- 1995: Soldier Soldier jako Brendan Palmer
- 1996: Szczury wodne jako inspektor Clarke Webb
- 1998: SeaChange jako Reg
- 2003: Zatoka serc jako dr Harris
- 2001-2003: Policjanci z Mt. Thomas jako Jeff Parish
- 1998-2005: Cena życia jako Don McClusky
- 2006: Zagadkowe opowieści jako doktor
- 2008: Na wysokiej fali jako sierżant Leslie
- 2009: The Cut jako Ray
- 2012: Devil's Dust jako sir Llew Edwards

 Reżyser i scenarzysta 
- 1994: The Roly Poly Man – reżyser
- 1998-1999: Hey Dad..! – scenarzysta
- 2010: A Very Short War – reżyser